# Endonepenthia cambodiae
Endonepenthia cambodiae är en tvåvingeart som beskrevs av Borgmeier 1967. Endonepenthia cambodiae ingår i släktet Endonepenthia och familjen puckelflugor.
Artens utbredningsområde är Kambodja. Inga underarter finns listade i Catalogue of Life.